# NGC 2766
NGC 2766 في الفهرس العام الجديد، هي مجرة، تقع في كوكبة السرطان. اكتشفت في 22 مارس 1884 بواسطة إدوارد ستيفان.

## روابط خارجية
- NGC 2766 على موقع ويكي سكاي: DSS2, SDSS, GALEX, IRAS, Hydrogen α, X-Ray, Astrophoto, Sky Map, Articles and images